# Magnus Krepper
Magnus Krepper (Norrköping, 10 januari 1967) is een Zweeds acteur, zanger en goochelaar.

## Biografie
Krepper is lid van de Moderna Illusionisters Cirkel, een vereniging in Norrköping die de bezwerende kunst in Zweden beschermt en goochelaars bij elkaar brengt op zowel professioneel als amateuristisch vlak.
Krepper begon in 1994 met acteren in de televisieserie Rena rama Rolf, waarna hij nog meerdere rollen speelde in televisieseries en films. In 2006 won hij een Guldbagge voor zijn rol in de film Mun mot mun in de categorie Beste Acteur in een Bijrol.

## Filmografie

### Films
Selectie:
- 2016 A Cure for Wellness - als Pieter The Vet
- 2015 The Paradise Suite - als Stig
- 2012 Call Girl - als staatsminister
- 2009 Luftslottet som sprängdes - als Hans Faste
- 2009 Flickan som lekte med elden - als Hans Faste

### Televisieseries
Uitgezonderd eenmalige gastrollen.
- 2024 I dina händer - als aanklager - 2 afl.
- 2023 Händelser vid vatten - als Petrus - 5 afl.
- 2022 Fenris - als Marius Storhammar - 2 afl.
- 2021 Den osannolika mördaren - als Harry Levin - 4 afl.
- 2020 Når støvet har lagt sig - als Stefan - 6 afl.
- 2017-2019 Innan vi dör - als Björn - 18 afl.
- 2019 De dagar som blommorna blommar - als Per Ove - 3 afl.
- 2018 Liberty - als Jonas - 5 afl.
- 2015-2017 Fröken Frimans krig - als Ernst Recke - 6 afl.
- 2017 Fallet - als Åke Klint - 6 afl.
- 2015-2016 Ditte & Louise - als Erik - 6 afl.
- 2016 Det mest förbjudna - als Malte - 3 afl.
- 2016 Gentlemen & Gangsters - als Stene Forman - 3 afl.
- 2010-2013 Solsidan - als Palle - 5 afl.
- 2011 The Bridge - als Stefan Lindberg - 7 afl.
- 2010 Kommissarie Winter - als Erik Winter - 8 afl.
- 2010 Millennium - als Hans Faste - 4 afl.
- 2008 Häxdansen - als Tommy - 6 afl.
- 2003-2007 Tusenbröder - als Patrik - 7 afl.
- 2005 God morgon alla barn - als Einar - 3 afl.
- 2003 De drabbade - als Åke - 9 afl.
- 1998 När karusellerna sover - als Trollkarlen Igor Johansson - 12 afl.